# Liga Nacional de Honduras 1985-86
La temporada 1985-1986 de la Liga Nacional de Fútbol de Honduras fue la vigésima edición profesional de esta liga. 
El formato del torneo consistió en dos grupos de cinco, seguido por una ronda de 4 equipos. C.D. Marathón ganó el título y se clasificó a la Copa de Campeones de la Concacaf 1986 junto con C.D. Motagua.

## Formato
Los diez participantes fueron divididos en dos grupos de cinco equipos cada uno; todos disputan la fase regular bajo un sistema de liga, es decir, todos contra todos a visita recíproca; con un criterio de puntuación que otorga:
- 2 puntos por victoria
- 1 punto por empate
- 0 puntos por derrota.

Clasifican a la disputa de la fase final por el título, el primer y segundo lugar de cada grupo. Los equipos clasificados juegan una cuadrangular y el ganador es el campeón del certamen.
En el descenso, se enfrentarían los últimos lugares de cada grupo en partidos de ida de vuelta y tomarían como criterio el marcador global al final de los dos partidos. De haber empate en este, se alargaría el juego de vuelta a la disputa de dos tiempos extras de 15 minutos cada uno, y eventualmente Tiros desde el punto penal, hasta que se produjera un ganador.

## Ascensos y descensos
| Ascendido de la Segunda División 1984-85 |
| ---------------------------------------- |
| Tela Timsa                               |

| Descendido en la Liga Nacional 1984-85 |
| -------------------------------------- |
| Sula                                   |

## Equipos participantes
| Equipo           | Sede           |
| ---------------- | -------------- |
| Juventud de Sula | La Lima        |
| Marathón         | San Pedro Sula |
| Motagua          | Tegucigalpa    |
| Olimpia          | Tegucigalpa    |
| Platense         | Puerto Cortés  |
| Real España      | San Pedro Sula |
| Tela Timsa       | Tela           |
| UNAH             | Tegucigalpa    |
| Victoria         | La Ceiba       |
| Vida             | La Ceiba       |

## Grupo A
| Pos. | Equipo     | Pts. | PJ | G | E  | P | GF | GC | Dif. |
| ---- | ---------- | ---- | -- | - | -- | - | -- | -- | ---- |
| 1.   | Olimpia    | 23   | 18 | 8 | 7  | 3 | 20 | 11 | +9   |
| 2.   | Marathón   | 23   | 18 | 8 | 7  | 3 | 23 | 15 | +8   |
| 3.   | Platense   | 18   | 18 | 4 | 10 | 4 | 15 | 16 | -1   |
| 4.   | Victoria   | 17   | 18 | 5 | 7  | 6 | 11 | 14 | -3   |
| 5.   | Tela Timsa | 14   | 18 | 5 | 4  | 9 | 12 | 20 | -8   |

|  | Clasifica a la cuadrangular final |
|  | Partido por el no descenso        |

## Grupo B
| Pos. | Equipo           | Pts. | PJ | G | E | P  | GF | GC | Dif. |
| ---- | ---------------- | ---- | -- | - | - | -- | -- | -- | ---- |
| 1.   | Vida             | 22   | 18 | 7 | 8 | 3  | 24 | 12 | +12  |
| 2.   | Motagua          | 19   | 18 | 5 | 9 | 4  | 12 | 17 | -5   |
| 3.   | Real España      | 17   | 18 | 5 | 7 | 6  | 22 | 20 | +2   |
| 4.   | Juventud de Sula | 15   | 18 | 4 | 7 | 7  | 10 | 16 | -6   |
| 4.   | UNAH             | 12   | 18 | 4 | 4 | 10 | 13 | 22 | -9   |

|  | Clasifica a la cuadrangular final |
|  | Partido por el no descenso        |

## Descenso
|  | UNAH | 0:0 | Tela Timsa | Estadio Nacional de Tegucigalpa, Tegucigalpa |  |

|                                   | Tela Timsa | 1:0 (Global 1:0) | UNAH | Estadio León Gómez, Tela |  |
|                                   | Costly     |                  |      |                          |  |
| UNAH desciende a Segunda División |            |                  |      |                          |  |

## Cuadrangular final
| Pos. | Equipo   | Pts. | PJ | G | E | P | GF | GC | Dif. |
| ---- | -------- | ---- | -- | - | - | - | -- | -- | ---- |
| 1.   | Marathón | 9    | 6  | 4 | 1 | 1 | 7  | 5  | +2   |
| 2.   | Vida     | 7    | 6  | 3 | 1 | 2 | 6  | 4  | +2   |
| 3.   | Motagua  | 6    | 6  | 2 | 2 | 2 | 6  | 6  | 0    |
| 4.   | Olimpia  | 2    | 6  | 0 | 2 | 4 | 4  | 8  | -4   |

|  | Campeón y clasifica a la Copa de Campeones de la Concacaf 1986 |
|  | Clasifica a la Copa de Campeones de la Concacaf 1986           |

|                            |
| Marathón Campeón 2° título |